# Paul Michiels
Paul Anna Kamiel Michiels (Heist-op-den-Berg, 15 juni 1948) is een Belgische zanger.

## Levensloop
Paul Michiels begon zijn muzikale carrière bij de groep Octopus. In de jaren 80 van de twintigste eeuw trad hij op onder de naam P.P. Michiels. P.P. stond voor Polle Pap, een bijnaam die hij kreeg toen hij nog melkventer in Heist-op-den-Berg was.
Eind jaren 80 vormde hij samen met Jan Leyers de succesvolle popgroep Soulsister. In 1988 hadden zij een internationale hit met het nummer The way to your heart. Na de split van de groep bouwde Michiels verder aan zijn solocarrière. In 2001 had hij tegelijkertijd twee hits: Let me be turned to stone werd een top 3-hit in de Vlaamse Ultratop 50, terwijl hij ook genoteerd stond met Forever young, een cover van Alphaville en titeltrack van de film Team Spirit.

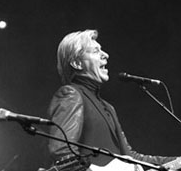
Michiels in 2006

Op 1 maart 2008 gaf Soulsister een reünieconcert in het Antwerpse Sportpaleis. Dat jaar werd ook hun nummer The way to your heart opgenomen in de eregalerij van de Vlaamse klassiekers van Radio 2. Twee jaar eerder, in 2006, was Michiels al opgenomen in de Radio 2 Eregalerij voor een leven vol muziek.
In 2016 nam Michiels deel aan het tweede seizoen van Liefde voor muziek.

## Discografie

### Singles
| Single met hitnotering(en) in de Vlaamse Ultratop 50 | Datum van verschijnen | Datum van binnenkomst | Hoogste positie | Aantal weken | Opmerkingen                                                      |
| ---------------------------------------------------- | --------------------- | --------------------- | --------------- | ------------ | ---------------------------------------------------------------- |
| Females                                              | 1981                  | 14-03-1981            | 28              | 5            | als P.P. Michiels                                                |
| One day at a time                                    | 06-02-1998            | 21-02-1998            | 44              | 2            |                                                                  |
| Song for Kosovo                                      | 23-04-1999            | 01-05-1999            | 2               | 9            | Artists for Kosovo                                               |
| Forever young                                        | 2001                  | 03-02-2001            | 28              | 8            |                                                                  |
| Let me be turned to stone                            | 2001                  | 03-03-2001            | 3               | 12           |                                                                  |
| Daydream                                             | 2001                  | -                     | tip10           | -            |                                                                  |
| The language of love                                 | 2002                  | -                     | tip9            | -            | met Patsy                                                        |
| Chains of love                                       | 2013                  | 29-06-2013            | tip59           | -            |                                                                  |
| No rewind                                            | 2013                  | 05-10-2013            | tip78           | -            |                                                                  |
| I'm doin' well                                       | 2014                  | 22-02-2014            | tip57           | -            |                                                                  |
| Downtown                                             | 06-10-2014            | 25-10-2014            | 41              | 1            | met Natalia                                                      |
| This guy's in love with you                          | 2015                  | 31-01-2015            | tip60           | -            |                                                                  |
| You don't know me                                    | 2015                  | 04-07-2015            | tip88           | -            |                                                                  |
| Apaxionado (Live)                                    | 11-01-2016            | 23-01-2016            | tip             | -            | Uit Liefde voor muziek                                           |
| Slow down (Live)                                     | 18-01-2016            | 30-01-2016            | tip             | -            | Uit Liefde voor muziek                                           |
| Love you like I do (Live)                            | 25-01-2016            | 06-02-2016            | tip26           | -            | Uit Liefde voor muziek                                           |
| Duizend keer (Live)                                  | 01-02-2016            | 13-02-2016            | tip             | -            | Uit Liefde voor muziek Nr. 24 in de Vlaamse Top 50               |
| O delusions (Live)                                   | 08-02-2016            | 20-02-2016            | tip             | -            | Uit Liefde voor muziek                                           |
| Let's dance (Live)                                   | 15-02-2016            | 27-02-2016            | tip             | -            | Uit Liefde voor muziek                                           |
| Anoniem (Live)                                       | 22-02-2016            | 05-03-2016            | tip             | -            | Uit Liefde voor muziek                                           |
| Ageless                                              | 11-05-2018            | 19-05-2018            | tip17           | -            |                                                                  |
| Don't hide from that rain                            | 17-08-2018            | 01-09-2018            | tip40           | -            |                                                                  |
| The milkman's son song                               | 08-02-2019            | 16-02-2019            | tip             | -            |                                                                  |
| Door jou                                             | 12-04-2019            | 20-04-2019            | tip1            | -            | met Sam Bettens en Niels Destadsbader Nr. 1 in de Vlaamse Top 50 |
| Het verschil met mijn vriend Jan                     | 29-05-2020            | 06-06-2020            | tip5            | -            |                                                                  |

### Albums
| Album met hitnotering(en) in de Vlaamse Ultratop 200 albums | Datum van verschijnen | Datum van binnenkomst | Hoogste positie | Aantal weken | Opmerkingen      |
| ----------------------------------------------------------- | --------------------- | --------------------- | --------------- | ------------ | ---------------- |
| The inner child                                             | 1998                  | 11-04-1998            | 10              | 11           |                  |
| Forever young                                               | 2001                  | 01-09-2001            | 2               | 11           |                  |
| Magic in the house                                          | 2006                  | 13-05-2006            | 49              | 4            |                  |
| It's a gas                                                  | 2010                  | 22-05-2010            | 84              | 2            | met Jeroen D'hoe |
| A singer's heart                                            | 2014                  | 22-11-2014            | 15              | 19           |                  |
| Ageless + Very best of & Rarities                           | 2018                  | 02-06-2018            | 7               | 17           |                  |